# Montaner y Simón Editores

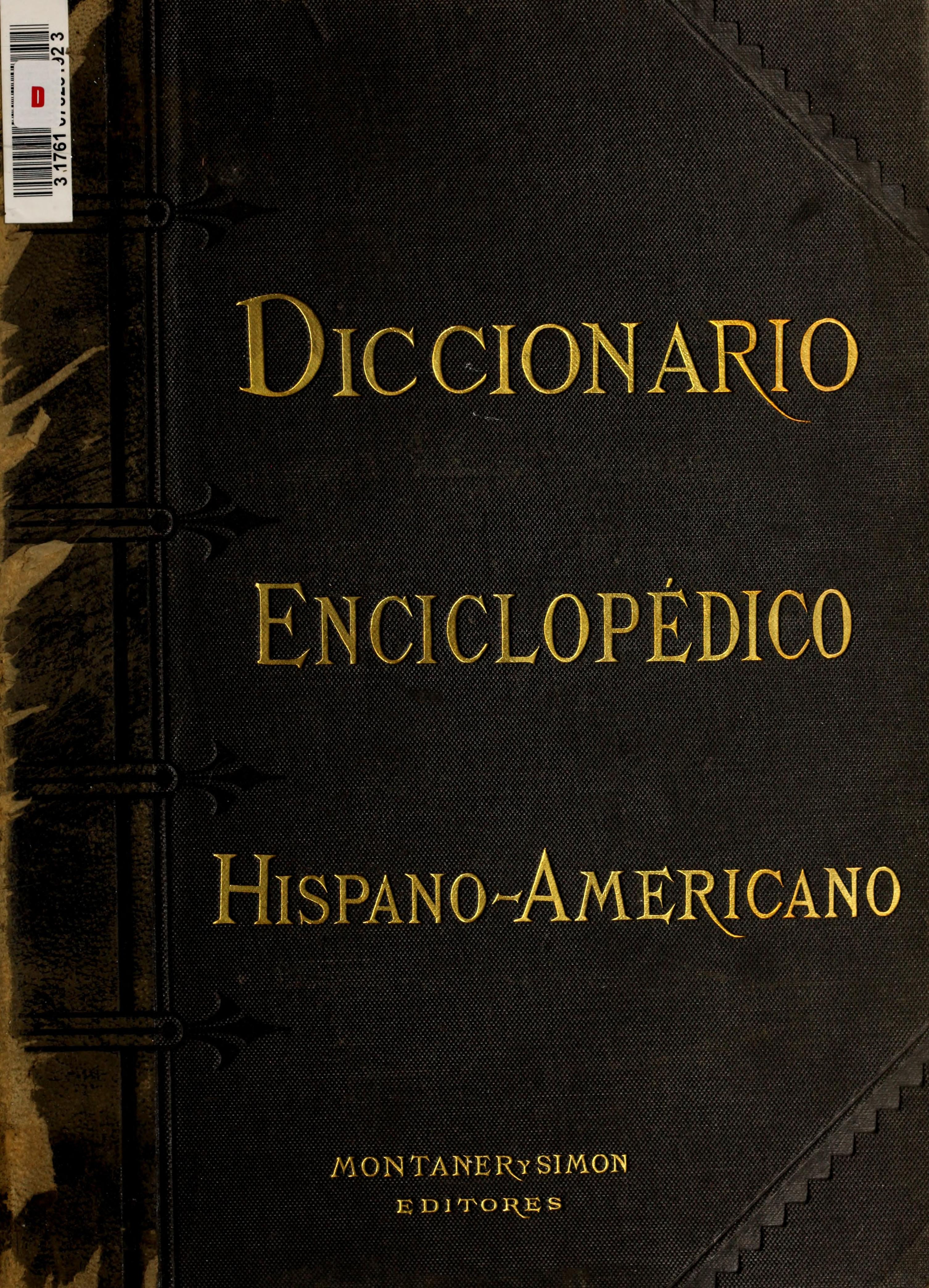
Portada del Diccionario enciclopédico hispano-americano de literatura, ciencias y artes, de 1887.

Montaner y Simón, Editores fue una casa editorial fundada en 1861 en Barcelona (España). Fue una de las editoriales más importantes de su época y tuvo su sede en un edificio industrial de finales del siglo XIX, obra del arquitecto modernista Lluís Domènech i Montaner. El edificio fue proyectado en 1879 y construido entre 1881 y 1885 para alojar la empresa editorial que le da nombre, que había sido fundada por Ramón de Montaner Vila y Francisco Simón y Font en 1861.
El edificio está situado en la calle Aragón, 255, en el barrio del Ensanche de Barcelona. Su fachada se considera la primera del Ensanche de Barcelona en combinar la utilización del ladrillo visto con hierro dentro del tejido urbano.
Catalogado desde 1977 como Bien Cultural de Interés Nacional, fue restaurado y adaptado entre 1987 y 1990 por los arquitectos Roser Amadó, y Lluís Domènech i Girbau para reconvertirlo en la Fundación Antoni Tàpies.

## Historia
La empresa editorial Montaner y Simón, Editores fue fundada en Barcelona en 1861 por Ramón de Montaner Vila y Francisco Simón y Font. Se dedicaba especialmente a publicar en castellano obras monumentales y de bibliófilos.
El 8 de octubre de 1879, Francisco Simón compró dos solares en la calle Aragón de Barcelona, con una superficie total de 1078,33 m² y dos meses más tarde, el 6 de diciembre de 1879, solicitó permiso para construir un edificio con sótano, planta baja y primer piso. De esta misma fecha es el proyecto de Domènech, si bien la autorización es del 6 de marzo de 1880. Las obras se realizaron entre 1881-1885 y la inauguración del edificio fue el 1886. La decisión de encargarle el proyecto se considera relacionada con la relación familiar entre Ramón de Montaner y el joven arquitecto.
En 1952 la empresa fue adquirida por el editor hispanoamericano José María González Porto. La editorial, donde habían trabajado escritores como Pere Calders o Josep Soler Vidal, entre otros, cerró definitivamente en 1981 debido a dificultades económicas. En 1987 se inició un proceso de rehabilitación y adaptación para adecuar el edificio como Fundación Antoni Tàpies llevado a cabo por los arquitectos Roser Amadó, y Lluís Domènech Girbau. Durante el periodo 2008-2010, la Fundación estuvo cerrada al público para remodelar el espacio expositivo, una tarea a cargo del arquitecto Iñaki Ábalos y su estudio.

## Descripción
Se trata del primer gran proyecto de la producción de Domènech y Montaner, después de haber construido una casa de verano para Francisco Simón, uno de los propietarios de la editorial. Representa una obra capital en su trayectoria, sobre la que reflexiona en un documento de 1878 denominado "En busca de una arquitectura nacional", texto enmarcado en el movimiento de La Renaixensa. En este documento clasificaba las tendencias entre clasicismo, eclecticismo y medievalismo, las tres caracterizadas por el romanticismo retrógrado que utilizaba la arquitectura como medio para crear ambientaciones literarias. Ante esta posición, Domènech afirmaba querer constituir una nueva arquitectura fundamentada en el medio físico, geográfico, con una voluntad ideológica. Estas ideas fueron plasmadas por otros arquitectos en sus primeras obras, que rompían con el realismo imperante. Las primeras fueron: la Casa Vicens, de Antoni Gaudí (1878 a 1880); el Biblioteca Museo Víctor Balaguer, en Villanueva y Geltrú, obra de José Fontseré Mestre (1882); la Real Academia de Ciencias y Artes de Barcelona, de José Doménech Estapá (1883); las industrias de Arte Francisco Vidal, obra de José Vilaseca (1884), y la Editorial Montaner y Simón, de Domènech y Montaner (1881-1884).
Tiene una altura de tres plantas con una fachada con un conjunto armónico de elementos verticales y horizontales.

### Fachada
Se divide en tres cuerpos claramente diferenciados, uno central y dos laterales simétricos. La entrada principal está flanqueada por dos torres, mientras que los cuerpos laterales están divididos por pilastras que segmentan la fachada en siete vectores verticales. Por otro lado, la fachada se divide en tres cuerpos horizontales formatos por sus tres plantas: en la planta inferior las puertas de acceso mantienen la simetría de los tres cuerpos verticales mencionados, y el resto está formado por un enrejado de hierro; en el piso central destaca un cuerpo de grandes ventanales de arcos de medio  punto; en la planta superior hay una línea de ventanas corridas, tres a cada lado del cuerpo central.

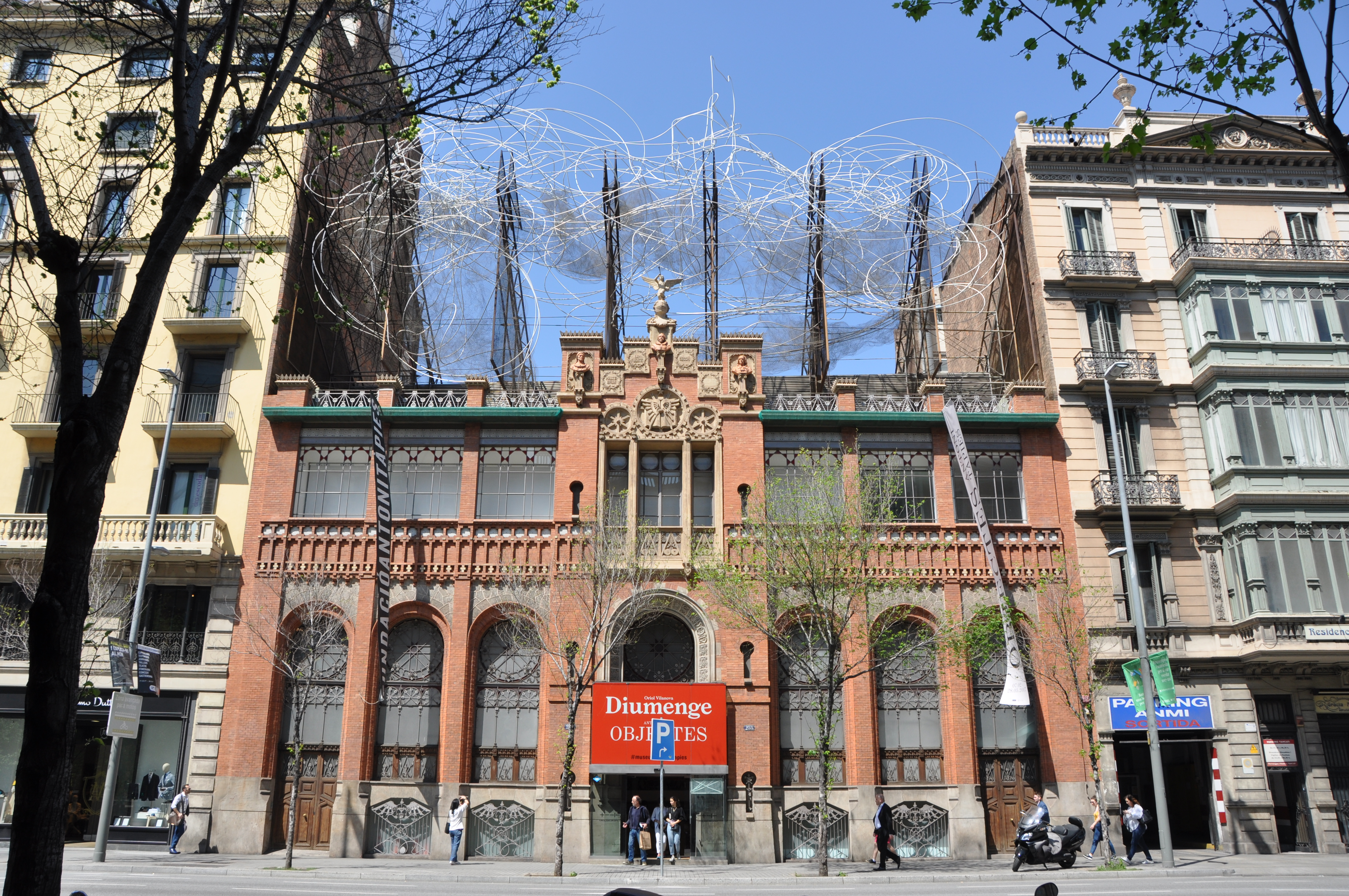
Fachada de Montaner y Simón Editores, actualmente Fundación Antoni Tàpies.

Estilísticamente, la fachada combina influencias clásicas (la puerta en el centro y los dos cuerpos laterales simétricos) y musulmanes (el uso del ladrillo sin pulir, los elementos de índole mozárabe y la composición geométrica propia de la decoración arabesca).
En el piso superior destaca el friso de obra decorado con unas baldosas ornamentales de fondo blanco, situado bajo la serie de ventanas corridas. Hace de elemento de transición entre el formato de las ventanas de los dos pisos: cuadradas las superiores y con curva las del piso inferior.
Las almenas del edificio son de inspiración medieval: por un lado, las pequeñas almenas, que ayudan a reforzar las pilastras y que aquí tienen un valor meramente decorativo; y de otra, la yelmo y el ángel trompetero (que Domènech y Montaner ya había utilizado en la encuadernación del Libro de Oro de la moderna poesía catalana en 1878), una representación simbólica de la tradición -expresada mediante la yelmo, que hace referencia al pasado glorioso de Cataluña- y la modernidad -el ángel que con su trompeta anuncia la aparición de una novedad, un nuevo libro.
Asimismo, hay otra serie de elementos simbólicos en la fachada que enfatizan la modernidad industrial de la editorial y la calidad de sus producciones: bajo el yelmo y el ángel trompetero hay tres bustos de terracota, obra de Nobás y colocados sobre pilares de estilo clásico, que representan tres grandes figuras literarias: Dante, Cervantes y Milton, un homenaje a los clásicos de Italia, España y Reino Unido que entonces publicaba la editorial. Cuatro placas acompañan estas esculturas y muestran los nombres de autores que utilizaron técnicas de impresión para publicar sus estudios: Malte-Brun, Lafuente, Secchi y un cuarto que no se conoce (se perdió a principios del siglo XX). Bajo las placas hay tres ruedas dentadas, simbología de la época industrial. La rueda central contiene una águila sobre un libro abierto, coronada por una estrella, iconografía del éxito empresarial.
El texto "Editorial Montaner y Simón" aparece en letras góticas decoradas con elementos vegetales en la arquivolta de la puerta principal.
La fachada que se observa actualmente tiene algunas diferencias con la proyectada inicialmente, puesto que Domènech y Montaner decidió modificar el diseño de 1879 cuando las obras ya se habían iniciado. Los cambios están situados al piso alto, donde las columnas de la fachada que tenían que ocupar los cuerpos laterales, fueron sustituidas por las grandes cristaleras. Domènech las recordó visualmente situando un doble listón de metal que insinúa la columna y que a la parte superior tienen una forma espiral en hierro fuera que simula las volutas dóricas de los capiteles de estas columnas simbólicas. El otro cambio se sitúa en el frontón del cuerpo central que, si ahora acaba en forma de almenas, al proyecto tenía forma triangular. Tampoco figuraba la decoración de las ruedas dentadas y la estrella.
En el aspecto tecnológico, este edificio es el primero que integra el ladrillo visto y sin pulir en el tejido del centro urbano de Barcelona, un material dúctil y ligero muy utilizado en el ámbito industrial, y el hierro, que gracias a su resistencia y ligereza permite crear espacios en las plantas más libres y más grandes. Al lado con estos dos materiales hay que mencionar el vidrio, un elemento que sirve como cierre y que permite una serie de cromatismos que pueden apreciarse en las ventanas de la fachada, y también es una fuente de luz natural. A pesar del uso de materiales eminentemente industriales, la estructura del edificio es la de un palacio, con su impluvium central.
Tipológicamente y espacialmente, tal como muestra la fachada, el edificio estaba constituido por la superposición de tres plantas: un semisoterrado, una planta baja o principal y un primer piso. Las dos primeras, de gran altura, soportadas por pilares de hierro fuera, eran espacios principales y privilegiados. El primer piso, claramente más reducido y para uso interno, se destinaba a oficinas. De la entrada principal, destinada únicamente al público, salía una escala central de metal que conducía al sótano, y dos escalas laterales que llevaban a la planta principal. La entrada del personal y la de los proveedores se encontraban respectivamente a la derecha y la izquierda de la puerta principal e iban a dar directamente a la planta inferior.
A la planta principal  había los servicios públicos: al final de la planta, el almacén de las publicaciones concluidas, a un lado el empaque, la expedición y la contabilidad. En el centro de la planta  había una gran apertura rodeada de una barandilla de hierro decorada con dos puntas de estrella trabadas con ruedas llenas de motivos vegetales y cerradas por dos cenefas, una a la parte superior y otra a la parte inferior, con elementos de carácter floral intercalados, que conectaba esta planta con la inferior.
Al sótano se encontraban las máquinas de imprimir justo en el centro, que es donde  había más luz; al suyo cercando, el taller de composición, la encuadernación y las máquinas que preparaban el papel para la impresión. A la planta principal, los diferentes espacios de trabajo se dividían mediante estructuras de madera y tabiques de vidrio; en cambio, la planta inferior no estaba subdividida.